# La diabolica invenzione
La diabolica invenzione (Vynález skázy) è un film in tecnica mista del 1958 del regista cecoslovacco Karel Zeman, realizzato con sfondi disegnati simili a stampe ottocentesche.
Il regista si è ispirato alle illustrazioni realizzate da Édouard Riou e Léon Benett per i romanzi di Verne.

## Trama
Un vecchio e famoso scienziato, il professor Roch, viene rapito da una banda di pirati, che intendono servirsi di lui e delle sue scoperte per dominare il mondo.

## Produzione
Il soggetto è ispirato a diverse opere di Jules Verne, principalmente al romanzo di avventura-fantascientifico Di fronte alla bandiera (Face au drapeau). Il finale del film differisce da quello del romanzo: invece che sul patriottismo mette l'accento sul disinteresse etico alla base della ricerca scientifica.

## Accoglienza e critica
Retini e filtri [...] stendono su uomini, cose e paesaggi una patina antica e preziosa che sottolinea l'aspetto favolistico del racconto.
I personaggi, come si conviene ad un racconto popolare di altri tempi, sono tratteggiati con tocchi semplici ed essenziali, ma non privi di ironia [...]. L'ambientazione, ricca e suggestiva [...]. Una bella avventura, dunque, ben calibrata, che appaga le attese del giovane spettatore e sollecita affettuosi ricordi di letture d'infanzia nel pubblico adulto.
Il film ha fatto incetta, tra il 1958 e il 1959, di premi e riconoscimenti.»
(Fantafilm)

## Premi e riconoscimenti
- Festival di Bruxelles
  - Gran premio[1]
- Premio della critica cecoslovacca[1]
- Festival di Banskà Bystrica
  - menzione d'onore[1]
- Premio della critica francese[1]
- Premio dell'Accademia Cinematografica Francese.[1]